# Понинка
Понинка (укр. Понінка) — посёлок в Шепетовском районе Хмельницкой области Украины.

## Географическое положение
Посёлок расположен на реке Хомора, в 13 км от железнодорожной станции Полонное (на линии Шепетовка—Казатин) и в 8 км от железнодорожной станции Понинка на линии Шепетовка—Бердичев.

## История
Селение основано в XVIII веке, входило в состав Полонской волости Новоград-Волынского уезда Волынской губернии Российской империи. 
Статус пгт с 1938 года.
Во время Великой Отечественной войны с 5 июля 1941 до 7 января 1944 года посёлок находился под немецкой оккупацией.
В 1975 году крупнейшим предприятием посёлка являлся картонно-бумажный комбинат.
В мае 1995 года Кабинет министров Украины утвердил решение о приватизации картонно-бумажного комбината.

## Население
В январе 1989 года численность населения составляла 8970 человек.
По состоянию на 1 января 2024 года население составляло 7229 человека.

### Языковой состав
Родной язык населения по данным переписи 2001 года:
| Язык       | Численность, чел. | Доля     |
| ---------- | ----------------- | -------- |
| Украинский | 7 822             | 97,75 %  |
| Русский    | 165               | 2,06 %   |
| Другие     | 15                | 0,19 %   |
| Итого      | 8 002             | 100,00 % |